# 戈多丁 (诗歌)

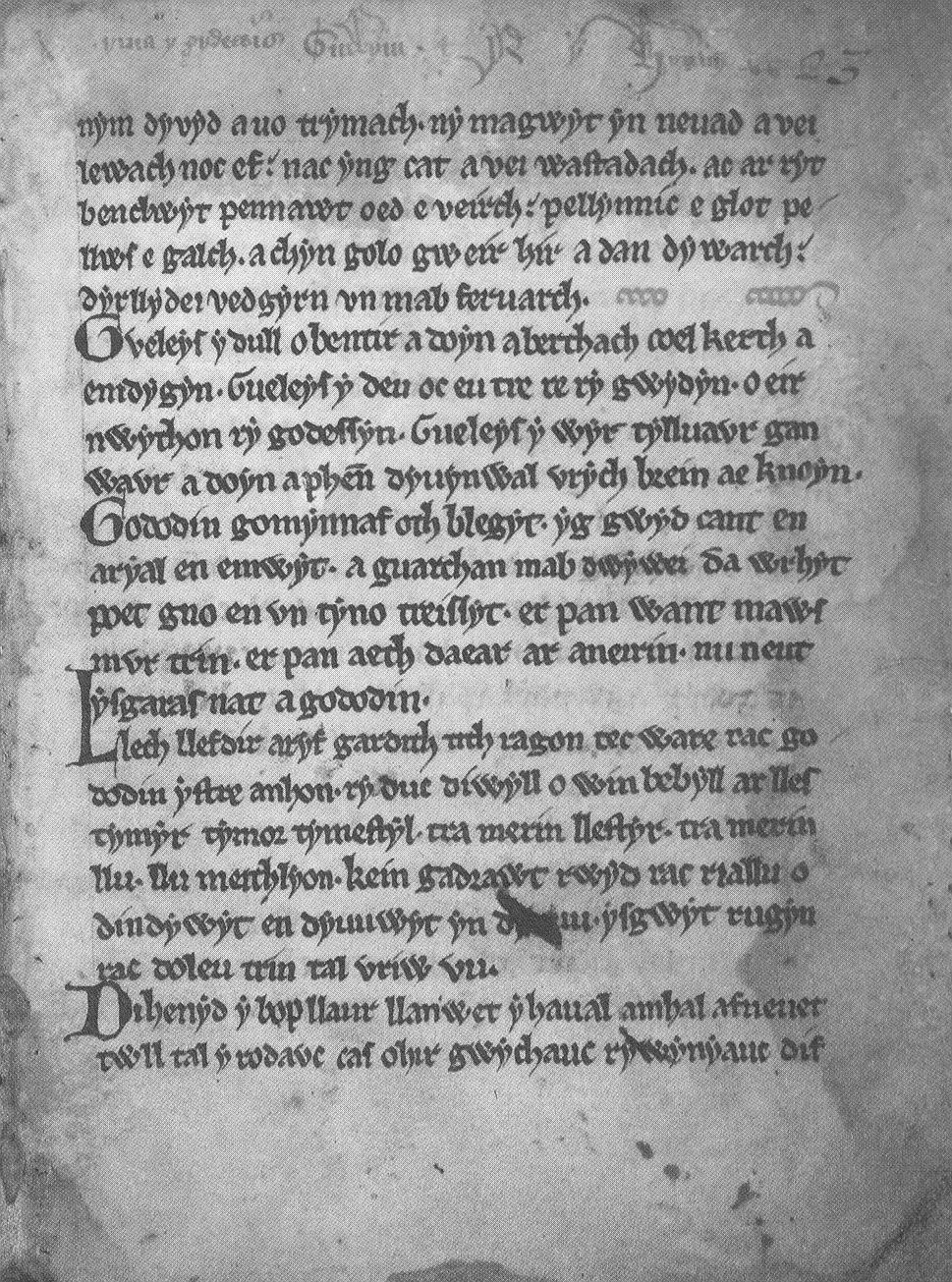
阿内林之书的一页，记载了第一部分文本

《戈多丁》（发音：[ə ɡɔˈdɔðɪn]）是一首中世纪的威尔士语诗歌，由一系列献给布立吞王国戈多丁的人民及其同盟的挽歌组成。通常解释他们牺牲于卡特里克之战中，对抗德伊勒与伯尼西亚的盎格鲁人。传统上认为其为吟游诗人阿内林所著，留世的抄本只有一本，称为阿内林之书。
大多学者认为记载的这场战役发生于600年左右，但成诗的日期很有争议。一些学者认为，战役后很短时间内，最初的口述版本就成形于“古老北地”（大不列颠北部讲布立吞语的地区）。假定如此，该诗最初的语言就是当时该地区的通行的坎伯兰语；它也就成了今苏格兰地区现存最古老的诗歌。但其他人则认为，《戈多丁》源于9或10世纪的威尔士。如果是9世纪的作品，就是最初的威尔士诗歌之一。
戈多丁覆盖今苏格兰东南部和诺森伯兰郡的领土，是“古老北地”的一部分，在罗马时代叫做沃塔迪尼。这首诗描写了300（或363）名精英勇士会集起来的过程，其中一些人甚至来自于遥远的皮克特兰和格温内斯。在Din Eidyn（今爱丁堡）盛宴一年后，他们进攻了卡特里克（通常认为是北约克郡的卡特里克）。面对压倒性的优势，几天的战斗后，几乎所有的勇士都牺牲了。该诗内容不是叙事，但其气概有如英雄诗，强调英雄们为了荣誉而战斗。
这首诗现存的手稿以部分中古威尔士语和部分古威尔士语写成，时间追溯至13世纪下半叶。这份手稿里有与戈多丁毫无关系的几节诗，一般认为是添写的。 其中一节提到了亚瑟王，如果能证明这一节出自6世纪末7世纪初，就可以作为已知最早的出处而极具重要性。